# Josef Redlich
Josef Redlich (* 18. Juni 1869 in Göding/Hodonín, Mähren, Österreich-Ungarn; † 11. November 1936 in Wien) war ein österreichischer Jurist, Politiker und Wissenschaftler.

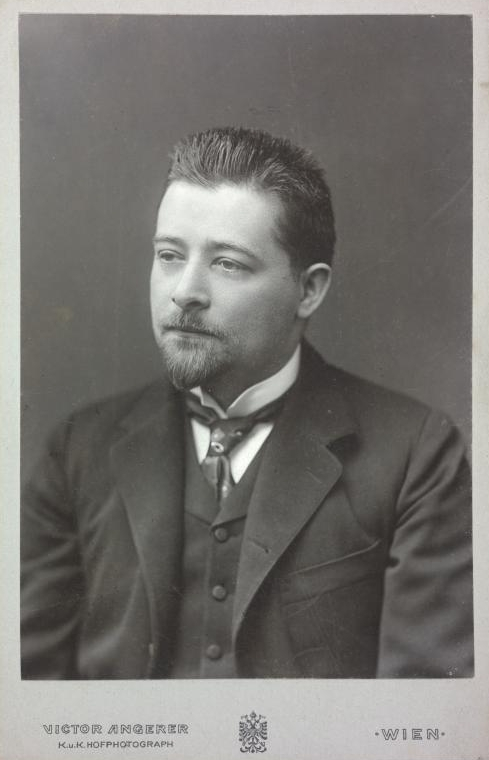
Josef Redlich (um 1890)

## Leben

### Jurist und Wissenschaftler
Josef Redlich, Sohn des Unternehmers Adolf Redlich (1839–1896), stammte aus einer assimilierten jüdischen Familie, die in Mähren mit Zuckerfabriken und Großgrundbesitz in Österreichisch-Schlesien eine großbürgerlich vermögende Basis hatte. Sein Bruder Friedrich Redlich (1868–1921) war Industrieller und auch Politiker.
Josef Redlich studierte an der Universität Wien Rechtswissenschaften und promovierte 1891. Hierauf arbeitete er unter anderem als Praktikant an der k.k. Statthalterei für das Kronland Mähren in Brünn.
Nach seiner Habilitation 1901 verfolgte Redlich seine wissenschaftliche Karriere in Staats- und Verwaltungsrecht weiter. 1903 konvertierte er vom jüdischen zum evangelischen Glauben. 1907 wurde er außerordentlicher Professor an der Universität Wien. Von 1908 bis 1918 lehrte er als ordentlicher Professor Verfassungs- und Verwaltungsrecht an der Technischen Hochschule Wien.
Redlichs Spezialität war die vergleichende Beschäftigung mit dem Kommunalrecht. Er befasste sich speziell mit dem kommunalpolitischen System in Großbritannien und den rechtlichen Prozeduren des britischen Unterhauses und reiste dazu schon vor dem Ersten Weltkrieg häufig nach England. Andrew Carnegie berief ihn in seine Stiftung und er war neben Henry Brailsford, Pawel Miljukow, Samuel Train Dutton, Walther Schücking, Francis W. Hirst und Justin Godart Teil der internationalen Kommission zur Untersuchung der Balkankriege, welche 1914 einen Bericht über ihre Arbeit veröffentlichte. Redlich wurde jedoch von seiner Regierung an der aktiven Teilnahme an den Kommissionsarbeiten vor Ort gehindert.
Von 1926 bis 1935 lehrte Redlich an der Harvard University (Cambridge, Massachusetts, USA). 1927 wurde er in die American Academy of Arts and Sciences gewählt.
In Wien wohnte Josef Redlich in seinem Haus in der Armbrustergasse 15 im 19. Bezirk, Döbling. Es befand sich später im Eigentum der Wiener Städtischen Versicherung und wurde als gemieteter Wohnsitz von SPÖ-Bundeskanzler (1970–1983) Bruno Kreisky weithin bekannt.
Josef Redlich stand in persönlichem und brieflichem Kontakt mit führenden Kulturschaffenden seiner Zeit wie etwa Hermann Bahr und Hugo von Hofmannsthal und mit dem Begründer des Zionismus, Theodor Herzl. Er veröffentlichte unter anderem eine Biographie Kaiser Franz Josephs. Sein von Fritz Fellner herausgegebenes politisches Tagebuch 1908–1918 ist eine wichtige Quelle zur Zeit- und Kulturgeschichte.
In seinem Nachruf auf Redlich charakterisierte der berühmte amerikanische Jurist Felix Frankfurter in der Harvard Law Review den Verstorbenen als ‚Child of the Enlightenment‘ („Kind der Aufklärung“).

### Politiker
Redlich trat auch als gemäßigt deutschnationaler Politiker auf und war zunächst Abgeordneter im Mährischen Landtag. 1907 wurde er bei den ersten Reichsratswahlen, bei denen allgemeines, gleiches Wahlrecht für Männer galt, für die deutsch-freisinnige Partei ins Parlament der österreichischen Reichshälfte Österreich-Ungarns gewählt; 1911 wiedergewählt, gehörte er dem Reichsrat bis zum Ende der Monarchie an. Redlich hatte sich oft mit antisemitischen Angriffen auseinanderzusetzen.
Im Sommer 1917 beabsichtigte Kaiser Karl I. auf Anraten einflussreicher Kreise, den anglophilen Redlich zum k.k. Ministerpräsidenten einer Reformregierung zu machen, die eine neue Verfassung mit Autonomie für die Nationalitäten ausarbeiten sollte. Der Plan scheiterte am Widerstand der Deutschnationalen.
Vom 27. Oktober 1918 an, am Ende der zerfallenden Donaumonarchie, war Redlich im Ministerium Lammasch zwei Wochen lang k.k. österreichischer Finanzminister. Er wirkte am 9. und 10. November an der Textierung der Verzichtserklärung mit, die Kaiser Karl I. am 11. November 1918 unterzeichnete. Am gleichen Tag enthob der Kaiser das „Liquidationsministerium“ (wie die Regierung von der Presse bezeichnet wurde) unter Heinrich Lammasch seines Amtes; Redlich wurde mit der Würde eines Geheimen Rates  ausgezeichnet und pensioniert. Redlich beschrieb die auch emotional belastenden Tage in seinen Memoiren:

„Ich empfand die ganze Szene fast als eine physische Pein; als ich durch den Vorsaal ging, sagte ich zu zwei Ministerkollegen: Nun ist das alte schwarzgelbe Österreich für immer tot.“

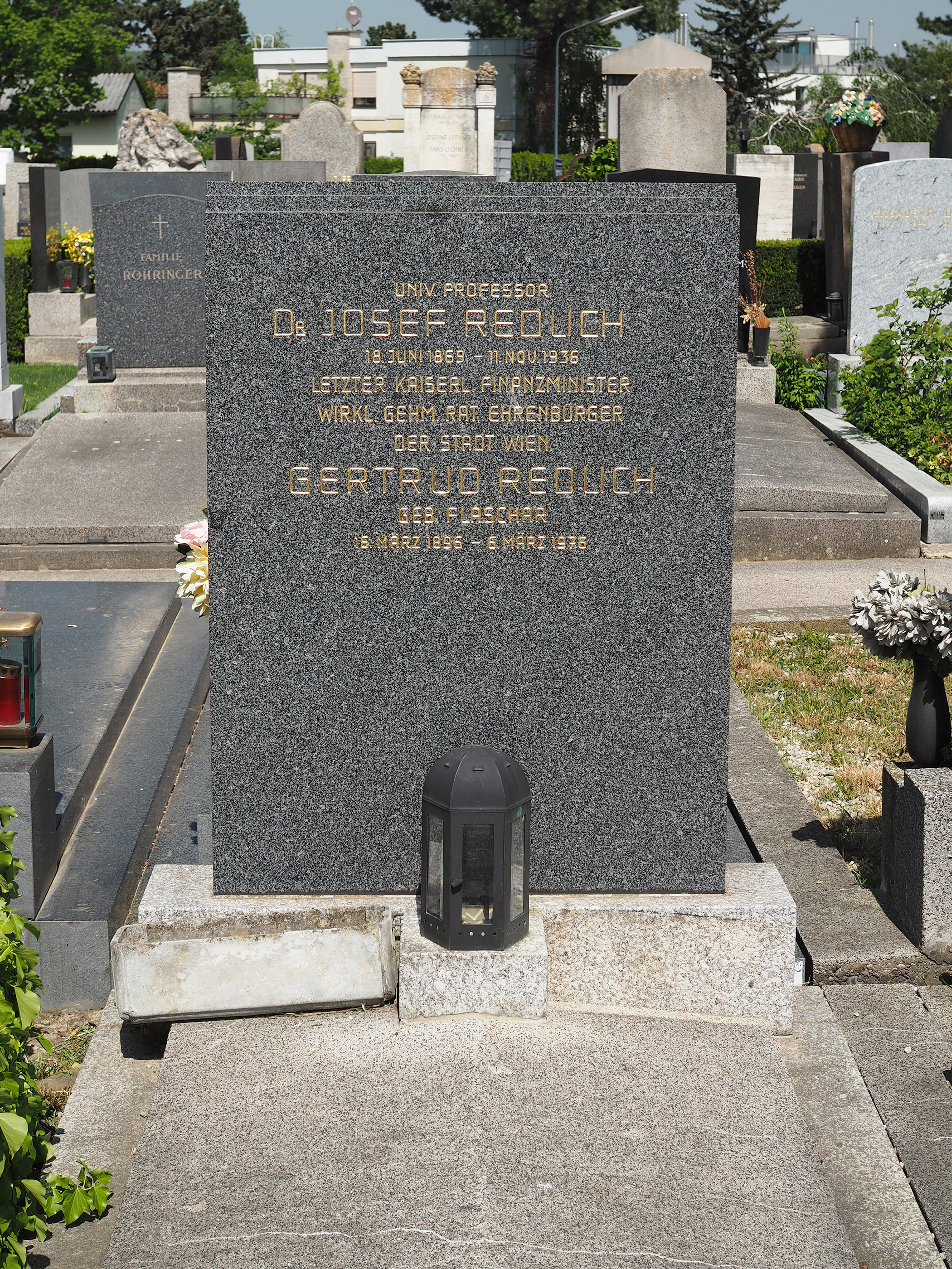
Grab von Josef Redlich und seiner Ehefrau Gertrud auf dem Döblinger Friedhof

Als deutscher Reichsratsabgeordneter war Redlich weiters vom 21. Oktober 1918 bis zum 16. Februar 1919 Mitglied der Provisorischen Nationalversammlung für Deutschösterreich, der alle deutschen Reichsratsabgeordneten angehörten, auch die jener Gebiete, die letztlich nicht in den Staat Deutschösterreich aufgenommen werden konnten. Am 12. November 1918 stimmte er wie die meisten anderen Abgeordneten für die Republik als Staatsform und die Angliederung an die deutsche Republik, die sich in der Folge als nicht realisierbar erweisen sollte.
Vom 15. Jänner 1931 bis zum 1. Februar 1936 fungierte er als Deputy Judge am Ständigen Internationalen Gerichtshof im Haag. Vom 20. Juni bis zum 5. Oktober 1931, auf dem Höhepunkt der Krise der Creditanstalt, war Redlich in der christlichsozialen Bundesregierung Karl Buresch als Finanzminister tätig. Bundespräsident Wilhelm Miklas zeichnete ihn am 6. Oktober 1931 anlässlich des Ausscheidens der Bundesregierung mit dem Großen Ehrenzeichen am Bande für Verdienste um die Republik Österreich aus.
Josef Redlich ist in einem ehrenhalber gewidmeten Grab auf dem Döblinger Friedhof (Gruppe 34, Reihe 1, Nummer 15) in Wien begraben. Seine 1922 in Wien geborene Tochter Rosemarie war nach ihrer Emigration in die USA mit dem Fotojournalisten David E. Scherman (1916–1997) verheiratet und verstarb 2001.

## Schriften (Auswahl)
- Englische Lokalverwaltung. Darstellung der inneren Verwaltung Englands in ihrer geschichtlichen Entwicklung und in ihrer gegenwärtigen Gestalt. Leipzig 1901.
- Local Government in England. Edited with additions by Francis W. Hirst, 2 Bände, London, New York 1903 (Digitalisat).
- Recht und Technik des englischen Parlamentarismus. Die Geschäftsordnung des House of Commons in ihrer geschichtlichen Entwicklung und gegenwärtigen Gestalt. Leipzig 1905.
- The Procedure of the House of Commons. A study of its history and present form. Translated by A. Ernest Steinthal, introduction and supplementary chapter by Sir Courtenay P. Ilbert, 3 Bände, London 1908, New York 1969, Chestnut Hill 2005. vol. I; vol. II; vol. III.
- Das Wesen der österreichischen Kommunalverfassung. Leipzig 1910.
- Le gouvernment local en Angleterre. Avec des additions par Francis W. Hirst, traduction française par William Oualid, Paris 1911.
- Zustand und Reform der österreichischen Verwaltung. Rede des Reichsratsabgeordneten Prof. D. Josef Redlich, gehalten in der Budgetdebatte des Abgeordneten des österreichischen Reichsrates vom 26. Oktober 1911. Wien 1911.
- Bericht des Mitgliedes der Kommission zur Förderung der Verwaltungsreform Prof. Dr. Josef Redlich über die Entwicklung und den gegenwärtigen Stand der österreichischen Finanzverwaltung sowie Vorschläge der Kommission zur Reform dieser Verwaltung. Wien 1913.
- The Common Law and the Case Method in American University Law Schools. A Report to the Carnegie Foundation for the Advancement of Teaching. New York 1914 (Digitalisat).
- Das österreichische Staats- und Reichsproblem. Geschichtliche Darstellung der inneren Politik der habsburgischen Monarchie von 1848 bis zum Untergang des Reiches.
  - Band 1: Der dynastische Reichsgedanke und die Entfaltung des Problems bis zur Verkündigung der Reichsverfassung von 1861. 2 Teilbände, Leipzig 1920 (Digitalisat).
  - Band 2: Der Kampf um die zentralistische Reichsverfassung bis zum Abschlusse des Ausgleiches mit Ungarn im Jahre 1867. Leipzig 1926 (Mehr nicht erschienen).
- Österreichische Regierung und Verwaltung im Weltkriege. Wien 1925.
- Austrian War Government. New Haven 1929.
- Kaiser Franz Joseph von Österreich. Eine Biographie. Berlin 1928.
- Emperor Francis Joseph of Austria. A Biography. London/New York 1929, Hamden 1965.